# Peares
Peares (llamada oficialmente Nosa Señora do Pilar dos Peares) es un núcleo de población supraprovincial sin reconocimiento administrativo a excepción de una parroquia y un lugar del municipio español de La Peroja, en la provincia de Orense, Galicia.

## Toponimia
La parroquia también es conocida por el nombre de Nuestra Señora del Pilar de Peares.

## Geografía

### Comunicaciones
El núcleo se encuentra junto a un gran viaducto de la carretera N-120 que une Orense y Ponferrada y es paralela al río Miño por su margen izquierdo. A una cota considerablemente inferior y en paralelo a la anterior se encuentra su antecesora, la N-120a. Un enlace entre ambas carreteras constituye el principal acceso a Los Peares.
También pasa por Los Peares la línea ferroviaria Monforte de Lemos-Redondela, que salva el río Miño con un puente de hierro realizado por la escuela de Eiffel. Los Peares tiene una estación en dicha línea, pero el tráfico actual de trenes con parada en ella es limitado.

### Hidrología
En Peares confluyen los dos principales ríos de Galicia. En la localidad se encuentra la desembocadura del río Sil, que vierte sus aguas al Miño por el margen izquierdo. Unos metros aguas arriba y por el margen derecho desemboca en el Miño el río Búbal.
Aguas arriba de la localidad, en el río Miño, se encuentra el embalse de Peares, que se comenzó a construir en 1947 —uno de los más antiguos de Galicia— y fue finalmente inaugurado en 1955. Ocupa una superficie de 535 ha y tiene 159,1 MW instalados en 3 grupos, aunque existe un proyecto de ampliación aprobado de dos grupos más.
Destaca también la piscina natural en el Río Búbal, sujeta a controversia por visitantes y lugareños, una controversia ahogada por la escasa fuerza demográfica y aún menor administrativa, con la que cuentan los vecinos.

## Historia
Su histórica pertenencia a dos provincias ha hecho, y aún hace, imposible su municipalidad. En diciembre de 1999 se instauró un Consorcio para tratar de dotar de personalidad administrativa a la localidad, pero el sistema no termina de afianzarse, carece de impulso político y ha estado varias veces paralizado -básicamente por las rivalidades entre los vecinos- aunque la oficina para facilitar las gestiones municipales desde la localidad está abierta y presta servicio.

## Organización territorial
La parroquia está formada por una entidad de población:
- Peares (Os Peares)

### Administración
Si la parroquia de Peares forma parte del municipio orensano de La Peroja, la localidad de la que recibe su nombre —Os Peares— y que no está contemplada de manera administrativa oficial, está formada por tres lugares y una aldea que están distribuidos en dos provincias y cuatro municipios:

### Composición
| Nombre    | Categoría | Parroquia (civil) | Municipio          | Provincia |
| --------- | --------- | ----------------- | ------------------ | --------- |
| A Granxa  | Lugar     | Olleros           | Carballedo         | Lugo      |
| O Coitelo | Lugar     | Viñoás            | Nogueira de Ramuín | Orense    |
| Os Peares | Lugar     | Peares            | La Peroja          | Orense    |
| O Torrón  | Aldea     | Pombeiro          | Pantón             | Lugo      |

## Demografía
Gráfica demográfica del lugar y parroquia de Peares según el INE español:
| Gráfica de evolución demográfica de Peares entre 2000 y 2023 |
|                                                              |
| Datos según el nomenclátor publicado por el INE.             |